# The Cambodia Daily

## Geschichte
The Cambodia Daily war eine englischsprachige Tageszeitung aus Phnom Penh. Sie wurde 1993 als erste englischsprachige kambodschanische Tageszeitung vom US-amerikanischen Journalisten Bernard Krisher gegründet, galt als politisch unabhängig und befand sich in Opposition zu dem seit 1985 regierenden Premierminister Hun Sen. Krisher hatte sich neben der Herausgabe einer unabhängigen Zeitung auch die Schulung kambodschanischer Journalisten zum Ziel gesetzt. Bis 2017 erschien die Zeitung sechs Mal pro Woche, danach noch fünf Mal.
Das Blatt enthielt vier bis zehn Seiten lokaler Nachrichten, die von seinen kambodschanischen und ausländischen Reportern geschrieben wurden. Die regionalen und internationalen Nachrichten stammten von ausländischen Agenturen und Nachrichtenorganisationen wie Reuters, The Washington Post und Kyodo News. Am Wochenende lag der Zeitung ein vierfarbiges Magazin bei mit lokalen und internationalen Berichten. Ein tägliches Ressort in Khmer fasste aus dem englischen Teil übersetzte Nachrichten zusammen, und die Montag-Ausgabe enthielt die Beilage English Weekly mit Quizfragen für Englisch Lernende.

## Bekannte Reportagen
Cambodia Daily machte sich einen Namen für ihren Enthüllungsjournalismus, vor allem die illegale Holzernte, die Korruption und Menschenrechtsverletzungen einschließlich Landnahmen und Vertreibungen betreffend.
Sie gewann eine Anzahl von Preisen für ihren investigativen Journalismus und ihre Berichte. 2017 gewannen die Daily-Journalisten Aun Pheap und Zsombor Peter die Auszeichnung Excellence in Investigative Reporting des asiatischen Verlegerverbandes (SOPA) für ihren Artikel Still Taking a Cut, der die Verwicklung des kambodschanischen Militärs in die illegale Holzernte  thematisierte. 2016 gewannen die Daily-Journalisten Julia Wallace, Kuch Naren, Chhorn Chansy und Ben Woods eine Auszeichnung Excellence in Feature Writing der SOPA für ihren Artikel Moving Dirt: A lucrative dirt trade is leaving holes in communities.
Große Beachtung fand auch eine jahrelange Kampagne der Cambodia Daily gegen die bekannte Anti-Menschenhandel-Aktivistin Somaly Mam, die frühere Präsidentin der Somaly Mam Foundation, aufgrund von Ungereimtheiten in ihrer Autobiographie The Road of Lost Innocence (dt.: Das Schweigen der Unschuld), die ihre Geschichte als Sexsklavin in Kambodscha erzählte und ein internationaler Bestseller wurde. Die Cambodia Daily begann zuerst auf Widersprüche zwischen ihren öffentlichen Aussagen und Behauptungen in ihrem 2005 in Französisch und 2008 in Englisch erschienenen Buch hinzuweisen und veröffentlichte im Oktober 2013 die Ergebnisse ihrer Nachforschungen zu Mams Behauptungen von Menschenhandel in ihrem Buch, die die Reporter als frei erfunden bezeichneten. Ein Bericht in Newsweek über die vorgeworfenen Fälschungen durch den früheren Daily-Journalisten Simon Marks im Mai 2014 erzeugte international Aufsehen, und Mam trat von ihrer Stiftung nur Tage nach Veröffentlichung des Artikels zurück. Die The New York Times zitierte The Cambodia Daily, indem sie zunächst feststellte, dass die Geschichte von Somaly Mams Kindheit, wie 2012 und 2013 behauptet, falsch war.

## Einstellung
Im Herbst 2017 sollte die Zeitung plötzlich 5,3 Millionen Euro Steuern nachzahlen. Sie stellte darauf zum Datum der Zahlungsfrist am 4. September 2017 ihr Erscheinen ein. Die letzte Ausgabe enthielt auf der Frontseite einen Artikel zur Festnahme des Führers der politischen Opposition Kem Sokha (Nationale Rettungspartei Kambodschas) wegen angeblichen Landesverrates mit dem Titel „Abstieg in eine absolute Diktatur“. Der Herausgeber und die Redaktion der Zeitung sagten laut NPR, die Schließung habe nichts mit einer Steuerschuld, sondern mehr mit dem Versuch des Präsidenten Hun Sen zu tun, oppositionelle Meinungen vor der Parlamentswahl im Juli 2018 zum Schweigen zu bringen.
Auch populäre unabhängige Radiostationen wie Voice of America, Radio Free Asia und Voice of Democracy wurden im Rahmen einer landesweiten Aktion gegen Medien im September/August 2017 zur Schließung gezwungen. Die Journalistengemeinschaft und die Zivilgesellschaft zeigten ihre Unterstützung für die Zeitung durch die Social-Media-Bewegung #SaveTheDaily, und deren Schließung fand weltweite Beachtung, u. a. in der New York Times, im Guardian, in der Washington Post und in Al Jazeera.

## Relaunch als Internet-Zeitung
Sechs Wochen nach der Schließung der gedruckten Zeitung erschien auf ihrer Website eine Nachrichtenübersicht als Auftakt zum Versuch, das Blatt von außerhalb Kambodschas als Internet-Zeitung weiterzuführen. Am 4. Februar 2018 gab die Phnom Penh Post bekannt, dass der Staatssekretär des kambodschanischen Telecom-Ministeriums, Khay Khunheng, alle kambodschanischen ISPs angewiesen habe, „die Website der Cambodia Daily zu sperren … und zu garantieren, dass diese Website und ihre IP-Adresse nicht mehr im Königreich Kambodscha operieren“. Die Anweisung forderte auch die Sperrung der Daily-Konten auf Facebook und Twitter.
Trotz dieses Verbots erhöhten sich die Leserschaftszahl und die Anzahl der Followers auf Social Media seit September 2017. War die gedruckte Zeitung noch englischsprachig mit einigen Übersetzungen auf Khmer, fokussiert die Internet-Zeitung mehr auf Khmer-Sprache, indem sie nicht nur Text-, sondern auch Audio- und Video-Beiträge anbietet. Der YouTube-Channel in Khmer wurde im Februar 2018 lanciert und gewann innert zweier Monate über 2000 Abonnenten, basierend auf der zunehmenden Anzahl von Smartphones im ganzen Land und einer Zuhörerschaft von unterschiedlicher Lesefähigkeit. Der Content wird außerhalb des Landes erfasst und ist über die Website der Cambodia Daily, über deren Facebook-Channel sowie über YouTube-Seiten erreichbar.